# Dirka po Franciji 2023
Dirka po Franciji 2023 je 110. izvedba dirke po Franciji. Začela se je 1. julija v Bilbau v Španiji in trajala do 23. julija, ko se je končala z enaindvajseto etapo s ciljem na Elizejskih poljanah v Parizu. Sodelovalo je 176 kolesarjev iz 22-ih ekip. Rumeno majico je osvojil Jonas Vingegaard (Team Jumbo–Visma), drugo mesto Tadej Pogačar, tretje pa Adam Yates (oba UAE Team Emirates). Zeleno majico je osvojil Jasper Philipsen (Alpecin–Deceuninck), pikčasto majico je osvojil Giulio Ciccone (Lidl–Trek), belo majico pa Pogačar.

## Ekipe
UCI WorldTeams
- AG2R Citroën Team
- Alpecin–Deceuninck
- Astana Qazaqstan Team
- Arkéa–Samsic
- Bora–Hansgrohe
- Cofidis
- EF Education–EasyPost
- Groupama–FDJ
- Ineos Grenadiers
- Intermarché–Circus–Wanty
- Movistar Team
- Soudal–Quick-Step
- Team Bahrain Victorious
- Team Jayco–AlUla
- Team DSM–Firmenich
- Team Jumbo–Visma
- Lidl–Trek
- UAE Team Emirates

UCI ProTeams
- Israel–Premier Tech
- Lotto–Dstny
- Team TotalEnergies
- Uno-X Pro Cycling Team

## Etape
| Etapa  | Datum     | Štart/Cilj                                            | Razdalja    | Tip         | Tip                  | Zmagovalec               |             |
| ------ | --------- | ----------------------------------------------------- | ----------- | ----------- | -------------------- | ------------------------ | ----------- |
| 1      | 1. julij  | Bilbao (Španija)                                      | 182 km      |             | hribovita etapa      | Adam Yates (GBR)         |             |
| 2      | 2. julij  | Vitoria-Gasteiz — San Sebastián (Španija)             | 209 km      |             | hribovita etapa      | Victor Lafay (FRA)       |             |
| 3      | 3. julij  | Amorebieta-Etxano (Španija) — Bayonne                 | 185 km      |             | ravninska etapa      | Jasper Philipsen (BEL)   |             |
| 4      | 4. julij  | Dax — Nogaro                                          | 182 km      |             | ravninska etapa      | Jasper Philipsen (BEL)   |             |
| 5      | 5. julij  | Pau — Laruns                                          | 165 km      |             | gorska etapa         | Jai Hindley (AUS)        |             |
| 6      | 6. julij  | Tarbes — Cauterets                                    | 145 km      |             | gorska etapa         | Tadej Pogačar (SLO)      |             |
| 7      | 7. julij  | Mont-de-Marsan — Bordeaux                             | 170 km      |             | ravninska etapa      | Jasper Philipsen (BEL)   |             |
| 8      | 8. julij  | Libourne — Limoges                                    | 201 km      |             | razgibana etapa      | Mads Pedersen (DEN)      |             |
| 9      | 9. julij  | Saint-Léonard-de-Noblat — Puy de Dôme                 | 184 km      |             | gorska etapa         | Michael Woods (CAN)      |             |
|        | 10. julij | Clermont-Ferrand                                      | dan počitka | dan počitka | dan počitka          | dan počitka              | dan počitka |
| 10     | 11. julij | Vulcania — Issoire                                    | 167 km      |             | hribovita etapa      | Pello Bilbao (ESP)       |             |
| 11     | 12. julij | Clermont-Ferrand — Moulins                            | 180 km      |             | ravninska etapa      | Jasper Philipsen (BEL)   |             |
| 12     | 13. julij | Roanne — Belleville-en-Beaujolais                     | 166 km      |             | hribovita etapa      | Ion Izagirre (ESP)       |             |
| 13     | 14. julij | Châtillon-sur-Chalaronne — Grand Colombier            | 138 km      |             | gorska etapa         | Michał Kwiatkowski (POL) |             |
| 14     | 15. julij | Annemasse — Portes du Soleil                          | 152 km      |             | gorska etapa         | Carlos Rodríguez (ESP)   |             |
| 15     | 16. julij | Portes du Soleil — Saint-Gervais Mont Blanc           | 180 km      |             | gorska etapa         | Wout Poels (NED)         |             |
|        | 17. julij | Saint-Gervais Mont Blanc                              | dan počitka | dan počitka | dan počitka          | dan počitka              | dan počitka |
| 16     | 18. julij | Passy — Combloux                                      | 22 km       |             | posamični kronometer | Jonas Vingegaard (DEN)   |             |
| 17     | 19. julij | Saint-Gervais Mont Blanc — Courchevel                 | 166 km      |             | gorska etapa         | Felix Gall (AUT)         |             |
| 18     | 20. julij | Moûtiers — Bourg-en-Bresse                            | 186 km      |             | hribovita etapa      | Kasper Asgreen (DEN)     |             |
| 19     | 21. julij | Moirans-en-Montagne — Poligny                         | 173 km      |             | ravninska etapa      | Matej Mohorič (SLO)      |             |
| 20     | 22. julij | Belfort — Le Markstein Fellering                      | 133 km      |             | gorska etapa         | Tadej Pogačar (SLO)      |             |
| 21     | 23. julij | Saint-Quentin-en-Yvelines — Pariz (Elizejske poljane) | 115 km      |             | ravninska etapa      | Jordi Meeus (BEL)        |             |
| Skupaj | Skupaj    | Skupaj                                                | 3404 km     | 3404 km     | 3404 km              | 3404 km                  | 3404 km     |

## Razvrstitev po klasifikacijah
| Etapa  | Zmagovalec         | - Rumena majica  | - Zelena majica  | - Pikčasta majica | - Bela majica | - Ekipno                | - Rdeča številka     |
| ------ | ------------------ | ---------------- | ---------------- | ----------------- | ------------- | ----------------------- | -------------------- |
| 1      | Adam Yates         | Adam Yates       | Adam Yates       | Neilson Powless   | Tadej Pogačar | Team Jumbo–Visma        | Adam Yates           |
| 2      | Victor Lafay       | Adam Yates       | Victor Lafay     | Neilson Powless   | Tadej Pogačar | Team Jumbo–Visma        | Neilson Powless      |
| 3      | Jasper Philipsen   | Adam Yates       | Victor Lafay     | Neilson Powless   | Tadej Pogačar | Team Jumbo–Visma        | Laurent Pichon       |
| 4      | Jasper Philipsen   | Adam Yates       | Jasper Philipsen | Neilson Powless   | Tadej Pogačar | Team Jumbo–Visma        | Benoît Cosnefroy     |
| 5      | Jai Hindley        | Jai Hindley      | Jasper Philipsen | Felix Gall        | Tadej Pogačar | Team Jumbo–Visma        | Wout van Aert        |
| 6      | Tadej Pogačar      | Jonas Vingegaard | Jasper Philipsen | Neilson Powless   | Tadej Pogačar | Team Jumbo–Visma        | Wout van Aert        |
| 7      | Jasper Philipsen   | Jonas Vingegaard | Jasper Philipsen | Neilson Powless   | Tadej Pogačar | Team Jumbo–Visma        | Simon Guglielmi      |
| 8      | Mads Pedersen      | Jonas Vingegaard | Jasper Philipsen | Neilson Powless   | Tadej Pogačar | Team Jumbo–Visma        | Anthony Turgis       |
| 9      | Michael Woods      | Jonas Vingegaard | Jasper Philipsen | Neilson Powless   | Tadej Pogačar | Team Bahrain Victorious | Matteo Jorgenson     |
| 10     | Pello Bilbao       | Jonas Vingegaard | Jasper Philipsen | Neilson Powless   | Tadej Pogačar | Team Bahrain Victorious | Krists Neilands      |
| 11     | Jasper Philipsen   | Jonas Vingegaard | Jasper Philipsen | Neilson Powless   | Tadej Pogačar | Team Bahrain Victorious | Daniel Oss           |
| 12     | Ion Izagirre       | Jonas Vingegaard | Jasper Philipsen | Neilson Powless   | Tadej Pogačar | Team Bahrain Victorious | Mathieu van der Poel |
| 13     | Michał Kwiatkowski | Jonas Vingegaard | Jasper Philipsen | Neilson Powless   | Tadej Pogačar | Ineos Grenadiers        | Michał Kwiatkowski   |
| 14     | Carlos Rodríguez   | Jonas Vingegaard | Jasper Philipsen | Jonas Vingegaard  | Tadej Pogačar | Ineos Grenadiers        | Giulio Ciccone       |
| 15     | Wout Poels         | Jonas Vingegaard | Jasper Philipsen | Giulio Ciccone    | Tadej Pogačar | Team Jumbo–Visma        | Adrien Petit         |
| 16     | Jonas Vingegaard   | Jonas Vingegaard | Jasper Philipsen | Giulio Ciccone    | Tadej Pogačar | Team Jumbo–Visma        | brez                 |
| 17     | Felix Gall         | Jonas Vingegaard | Jasper Philipsen | Giulio Ciccone    | Tadej Pogačar | Team Jumbo–Visma        | Felix Gall           |
| 18     | Kasper Asgreen     | Jonas Vingegaard | Jasper Philipsen | Giulio Ciccone    | Tadej Pogačar | Team Jumbo–Visma        | Victor Campenaerts   |
| 19     | Matej Mohorič      | Jonas Vingegaard | Jasper Philipsen | Giulio Ciccone    | Tadej Pogačar | Team Jumbo–Visma        | Victor Campenaerts   |
| 20     | Tadej Pogačar      | Jonas Vingegaard | Jasper Philipsen | Giulio Ciccone    | Tadej Pogačar | Team Jumbo–Visma        | Thibaut Pinot        |
| 21     | Jordi Meeus        | Jonas Vingegaard | Jasper Philipsen | Giulio Ciccone    | Tadej Pogačar | Team Jumbo–Visma        | brez                 |
| Skupaj | Skupaj             | Jonas Vingegaard | Jasper Philipsen | Giulio Ciccone    | Tadej Pogačar | Team Jumbo–Visma        | Victor Campenaerts   |

## Končna razvrstitev
| Legenda | Legenda                                  | Legenda | Legenda                                    |
| ------- | ---------------------------------------- | ------- | ------------------------------------------ |
|         | Predstavlja vodilnega v skupnem seštevku |         | Predstavlja vodilnega v gorski razvrstitvi |
|         | Predstavlja vodilnega po točkah          |         | Predstavlja najboljšega mladega kolesarja  |
|         | Predstavlja vodilnega najboljše ekipe    |         | Predstavlja najbolj borbenega kolesarja    |

### Rumena majica
| Poz. | Kolesar                | Ekipa                   | Čas         |
| ---- | ---------------------- | ----------------------- | ----------- |
| 1    | Jonas Vingegaard (DEN) | Team Jumbo–Visma        | 82h 05' 42" |
| 2    | Tadej Pogačar (SLO)    | UAE Team Emirates       | + 7' 29"    |
| 3    | Adam Yates (GBR)       | UAE Team Emirates       | + 10' 56"   |
| 4    | Simon Yates (GBR)      | Team Jayco–AlUla        | + 12' 23"   |
| 5    | Carlos Rodríguez (ESP) | Ineos Grenadiers        | + 13' 17"   |
| 6    | Pello Bilbao (ESP)     | Team Bahrain Victorious | + 13' 27"   |
| 7    | Jai Hindley (AUS)      | Bora–Hansgrohe          | + 14' 44"   |
| 8    | Felix Gall (AUT)       | AG2R Citroën Team       | + 16' 09"   |
| 9    | David Gaudu (FRA)      | Groupama–FDJ            | + 23' 08"   |
| 10   | Guillaume Martin (FRA) | Cofidis                 | + 26' 30"   |

| Skupna razvrstitev kolesarjev (11–150) | Skupna razvrstitev kolesarjev (11–150) | Skupna razvrstitev kolesarjev (11–150) | Skupna razvrstitev kolesarjev (11–150) |
| Poz.                                   | Kolesar                                | Ekipa                                  | Čas                                    |
| -------------------------------------- | -------------------------------------- | -------------------------------------- | -------------------------------------- |
| 11                                     | Thibaut Pinot (FRA)                    | Groupama–FDJ                           | + 28' 03"                              |
| 12                                     | Sepp Kuss (USA)                        | Team Jumbo–Visma                       | + 37' 32"                              |
| 13                                     | Tom Pidcock (GBR)                      | Ineos Grenadiers                       | + 47' 52"                              |
| 14                                     | Rafał Majka (POL)                      | UAE Team Emirates                      | + 56' 09"                              |
| 15                                     | Jonathan Castroviejo (ESP)             | Ineos Grenadiers                       | + 56' 37"                              |
| 16                                     | Chris Harper (AUS)                     | Team Jayco–AlUla                       | + 57' 29"                              |
| 17                                     | Ben O'Connor (AUS)                     | AG2R Citroën Team                      | + 1h 04' 59"                           |
| 18                                     | Wilco Kelderman (NLD)                  | Team Jumbo–Visma                       | + 1h 06' 46"                           |
| 19                                     | Mikel Landa (ESP)                      | Team Bahrain Victorious                | + 1h 12' 41"                           |
| 20                                     | Valentin Madouas (FRA)                 | Groupama–FDJ                           | + 1h 14' 10"                           |
| 21                                     | Emanuel Buchmann (GER)                 | Bora–Hansgrohe                         | + 1h 15' 44"                           |
| 22                                     | Warren Barguil (FRA)                   | Arkéa–Samsic                           | + 1h 17' 06"                           |
| 23                                     | Felix Großschartner (AUT)              | UAE Team Emirates                      | + 1h 45' 21"                           |
| 24                                     | Tiesj Benoot (BEL)                     | Team Jumbo–Visma                       | + 1h 46' 55"                           |
| 25                                     | Clément Berthet (FRA)                  | AG2R Citroën Team                      | + 1h 50' 19"                           |
| 26                                     | Bob Jungels (LUX)                      | Bora–Hansgrohe                         | + 1h 58' 46"                           |
| 27                                     | Wout Poels (NLD)                       | Team Bahrain Victorious                | + 2h 05' 44"                           |
| 28                                     | Jack Haig (AUS)                        | Team Bahrain Victorious                | + 2h 10' 32"                           |
| 29                                     | Mattias Skjelmose (DEN)                | Lidl–Trek                              | + 2h 15' 27"                           |
| 30                                     | Tobias Halland Johannessen (NOR)       | Uno-X Pro Cycling Team                 | + 2h 15' 33"                           |
| 31                                     | Mathieu Burgaudeau (FRA)               | Team TotalEnergies                     | + 2h 21' 13"                           |
| 32                                     | Giulio Ciccone (ITA)                   | Lidl–Trek                              | + 2h 24' 29"                           |
| 33                                     | Julian Alaphilippe (FRA)               | Soudal–Quick-Step                      | + 2h 25' 43"                           |
| 34                                     | Harold Tejada (COL)                    | Astana Qazaqstan Team                  | + 2h 27' 46"                           |
| 35                                     | Dylan Teuns (BEL)                      | Israel–Premier Tech                    | + 2h 34' 28"                           |
| 36                                     | Egan Bernal (COL)                      | Ineos Grenadiers                       | + 2h 38' 16"                           |
| 37                                     | Gorka Izagirre (ESP)                   | Movistar Team                          | + 2h 38' 53"                           |
| 38                                     | Hugo Houle (CAN)                       | Israel–Premier Tech                    | + 2h 42' 05"                           |
| 39                                     | Nick Schultz (AUS)                     | Israel–Premier Tech                    | + 2h 43' 32"                           |
| 40                                     | Aleksej Lucenko (KAZ)                  | Astana Qazaqstan Team                  | + 2h 43' 33"                           |
| 41                                     | Kevin Geniets (LUX)                    | Groupama–FDJ                           | + 2h 44' 14"                           |
| 42                                     | Dylan van Baarle (NLD)                 | Team Jumbo–Visma                       | + 2h 46' 05"                           |
| 43                                     | Jonas Gregaard (DEN)                   | Uno-X Pro Cycling Team                 | + 2h 47' 07"                           |
| 44                                     | Gregor Mühlberger (AUT)                | Movistar Team                          | + 2h 49' 22"                           |
| 45                                     | Ion Izagirre (ESP)                     | Cofidis                                | + 2h 50' 09"                           |
| 46                                     | Chris Hamilton (AUS)                   | Team DSM–Firmenich                     | + 2h 51' 00"                           |
| 47                                     | Georg Zimmermann (GER)                 | Intermarché–Circus–Wanty               | + 2h 54' 05"                           |
| 48                                     | Michael Woods (CAN)                    | Israel–Premier Tech                    | + 2h 54' 47"                           |
| 49                                     | Michał Kwiatkowski (POL)               | Ineos Grenadiers                       | + 2h 56' 08"                           |
| 50                                     | Krists Neilands (LAT)                  | Israel–Premier Tech                    | + 2h 56' 21"                           |
| 51                                     | Clément Champoussin (FRA)              | Arkéa–Samsic                           | + 2h 58' 07"                           |
| 52                                     | Alex Aranburu (ESP)                    | Movistar Team                          | + 3h 02' 59"                           |
| 53                                     | Nelson Oliveira (POR)                  | Movistar Team                          | + 3h 08' 26"                           |
| 54                                     | Stefan Küng (SUI)                      | Groupama–FDJ                           | + 3h 08' 29"                           |
| 55                                     | Aurélien Paret-Peintre (FRA)           | AG2R Citroën Team                      | + 3h 09' 31"                           |
| 56                                     | Marc Soler (ESP)                       | UAE Team Emirates                      | + 3h 09' 56"                           |
| 57                                     | Mathieu van der Poel (NLD)             | Alpecin–Deceuninck                     | + 3h 11' 24"                           |
| 58                                     | Matthew Dinham (AUS)                   | Team DSM–Firmenich                     | + 3h 13' 32"                           |
| 59                                     | Maxim Van Gils (BEL)                   | Lotto–Dstny                            | + 3h 17' 49"                           |
| 60                                     | Omar Fraile (ESP)                      | Ineos Grenadiers                       | + 3h 19' 04"                           |
| 61                                     | Kevin Vermaerke (USA)                  | Team DSM–Firmenich                     | + 3h 24' 20"                           |
| 62                                     | Nils Politt (GER)                      | Bora–Hansgrohe                         | + 3h 28' 47"                           |
| 63                                     | Quentin Pacher (FRA)                   | Groupama–FDJ                           | + 3h 33' 43"                           |
| 64                                     | Victor Campenaerts (BEL)               | Lotto–Dstny                            | + 3h 34' 58"                           |
| 65                                     | Matis Louvel (FRA)                     | Arkéa–Samsic                           | + 3h 36' 09"                           |
| 66                                     | Neilson Powless (USA)                  | EF Education–EasyPost                  | + 3h 37' 30"                           |
| 67                                     | Rui Costa (POR)                        | Intermarché–Circus–Wanty               | + 3h 37' 57"                           |
| 68                                     | Anthony Delaplace (FRA)                | Arkéa–Samsic                           | + 3h 41' 37"                           |
| 69                                     | Simon Guglielmi (FRA)                  | Arkéa–Samsic                           | + 3h 41' 48"                           |
| 70                                     | Lars van den Berg (NLD)                | Groupama–FDJ                           | + 3h 46' 03"                           |
| 71                                     | Rigoberto Urán (COL)                   | EF Education–EasyPost                  | + 3h 50' 15"                           |
| 72                                     | Matej Mohorič (SLO)                    | Team Bahrain Victorious                | + 3h 51' 05"                           |
| 73                                     | Nans Peters (FRA)                      | AG2R Citroën Team                      | + 3h 53' 06"                           |
| 74                                     | Juan Pedro López (ESP)                 | Lidl–Trek                              | + 3h 54' 39"                           |
| 75                                     | Pierre Latour (FRA)                    | Team TotalEnergies                     | + 3h 55' 25"                           |
| 76                                     | Oliver Naesen (BEL)                    | AG2R Citroën Team                      | + 3h 56' 45"                           |
| 77                                     | Lilian Calmejane (FRA)                 | Intermarché–Circus–Wanty               | + 4h 01' 43"                           |
| 78                                     | Marco Haller (AUT)                     | Bora–Hansgrohe                         | + 4h 02' 37"                           |
| 79                                     | Jasper Stuyven (BEL)                   | Lidl–Trek                              | + 4h 03' 24"                           |
| 80                                     | Christophe Laporte (FRA)               | Team Jumbo–Visma                       | + 4h 05' 47"                           |
| 81                                     | Stan Dewulf (BEL)                      | AG2R Citroën Team                      | + 4h 07' 42"                           |
| 82                                     | Patrick Konrad (AUT)                   | Bora–Hansgrohe                         | + 4h 07' 43"                           |
| 83                                     | Alberto Bettiol (ITA)                  | EF Education–EasyPost                  | + 4h 08' 58"                           |
| 84                                     | Lawson Craddock (USA)                  | Team Jayco–AlUla                       | + 4h 12' 31"                           |
| 85                                     | Jonas Abrahamsen (NOR)                 | Uno-X Pro Cycling Team                 | + 4h 13' 32"                           |
| 86                                     | Tony Gallopin (FRA)                    | Lidl–Trek                              | + 4h 14' 49"                           |
| 87                                     | Kasper Asgreen (DEN)                   | Soudal–Quick-Step                      | + 4h 15' 09"                           |
| 88                                     | Daniel Oss (ITA)                       | Team TotalEnergies                     | + 4h 16' 19"                           |
| 89                                     | Valentin Ferron (FRA)                  | Team TotalEnergies                     | + 4h 19' 15"                           |
| 90                                     | Corbin Strong (NZL)                    | Israel–Premier Tech                    | + 4h 21' 21"                           |
| 91                                     | Pascal Eenkhoorn (NLD)                 | Lotto–Dstny                            | + 4h 21' 55"                           |
| 92                                     | Fred Wright (GBR)                      | Team Bahrain Victorious                | + 4h 22' 51"                           |
| 93                                     | Nathan Van Hooydonck (BEL)             | Team Jumbo–Visma                       | + 4h 24' 04"                           |
| 94                                     | Anthony Turgis (FRA)                   | Team TotalEnergies                     | + 4h 24' 22"                           |
| 95                                     | Torstein Træen (NOR)                   | Uno-X Pro Cycling Team                 | + 4h 26' 27"                           |
| 96                                     | Magnus Cort (DEN)                      | EF Education–EasyPost                  | + 4h 32' 15"                           |
| 97                                     | Jasper Philipsen (BEL)                 | Alpecin–Deceuninck                     | + 4h 32' 46"                           |
| 98                                     | Bryan Coquard (FRA)                    | Cofidis                                | + 4h 33' 15"                           |
| 99                                     | Anthon Charmig (DEN)                   | Uno-X Pro Cycling Team                 | + 4h 34' 51"                           |
| 100                                    | Edvald Boasson Hagen (NOR)             | Team TotalEnergies                     | + 4h 37' 58"                           |
| 101                                    | Benoît Cosnefroy (FRA)                 | AG2R Citroën Team                      | + 4h 39' 22"                           |
| 102                                    | Vegard Stake Laengen (NOR)             | UAE Team Emirates                      | + 4h 40' 23"                           |
| 103                                    | Mike Teunissen (NLD)                   | Intermarché–Circus–Wanty               | + 4h 41' 35"                           |
| 104                                    | Yves Lampaert (BEL)                    | Soudal–Quick-Step                      | + 4h 42' 36"                           |
| 105                                    | Mads Pedersen (DEN)                    | Lidl–Trek                              | + 4h 43' 50"                           |
| 106                                    | Rémi Cavagna (FRA)                     | Soudal–Quick-Step                      | + 4h 44' 01"                           |
| 107                                    | Matteo Trentin (ITA)                   | UAE Team Emirates                      | + 4h 44' 34"                           |
| 108                                    | Rasmus Tiller (NOR)                    | Uno-X Pro Cycling Team                 | + 4h 46' 38"                           |
| 109                                    | Simon Clarke (AUS)                     | Israel–Premier Tech                    | + 4h 50' 33"                           |
| 110                                    | Andrey Amador (CRI)                    | EF Education–EasyPost                  | +4h 54' 07"                            |
| 111                                    | Dion Smith (NZL)                       | Intermarché–Circus–Wanty               | + 4h 54' 13"                           |
| 112                                    | Luka Mezgec (SLO)                      | Team Jayco–AlUla                       | + 4h 56' 32"                           |
| 113                                    | Quinten Hermans (BEL)                  | Alpecin–Deceuninck                     | + 4h 58' 42"                           |
| 114                                    | Jonas Rickaert (BEL)                   | Alpecin–Deceuninck                     | + 5h 00' 23"                           |
| 115                                    | Alex Kirsch (LUX)                      | Lidl–Trek                              | + 5h 00' 55"                           |
| 116                                    | Danny van Poppel (NLD)                 | Bora–Hansgrohe                         | + 5h 01' 34"                           |
| 117                                    | Christopher Juul-Jensen (DEN)          | Team Jayco–AlUla                       | + 5h 04' 45"                           |
| 118                                    | Tim Declercq (BEL)                     | Soudal–Quick-Step                      | + 5h 05' 18"                           |
| 119                                    | Dries Devenyns (BEL)                   | Soudal–Quick-Step                      | + 5h 06' 37"                           |
| 120                                    | Florian Vermeersch (BEL)               | Lotto–Dstny                            | + 5h 06' 38"                           |
| 121                                    | Nikias Arndt (GER)                     | Team Bahrain Victorious                | + 5h 08' 07"                           |
| 122                                    | Søren Kragh Andersen (DEN)             | Alpecin–Deceuninck                     | + 5h 08' 38"                           |
| 123                                    | Mikkel Bjerg (DEN)                     | UAE Team Emirates                      | + 5h 09' 02"                           |
| 124                                    | Laurent Pichon (FRA)                   | Arkéa–Samsic                           | + 5h 10' 04"                           |
| 125                                    | Biniam Girmay (ERI)                    | Intermarché–Circus–Wanty               | + 5h 10' 20"                           |
| 126                                    | Guillaume Boivin (CAN)                 | Israel–Premier Tech                    | + 5h 11' 01"                           |
| 127                                    | Peter Sagan (SVK)                      | Team TotalEnergies                     | + 5h 14' 17"                           |
| 128                                    | Jenthe Biermans (BEL)                  | Arkéa–Samsic                           | + 5h 14' 24"                           |
| 129                                    | Silvan Dillier (SUI)                   | Alpecin–Deceuninck                     | + 5h 15' 06"                           |
| 130                                    | Luke Durbridge (AUS)                   | Team Jayco–AlUla                       | + 5h 16' 18"                           |
| 131                                    | Olivier Le Gac (FRA)                   | Groupama–FDJ                           | + 5h 17' 09"                           |
| 132                                    | Luca Mozzato (ITA)                     | Arkéa–Samsic                           | + 5h 17' 22"                           |
| 133                                    | Michael Gogl (AUT)                     | Alpecin–Deceuninck                     | + 5h 19' 44"                           |
| 134                                    | Alexander Kristoff (NOR)               | Uno-X Pro Cycling Team                 | + 5h 23' 51"                           |
| 135                                    | Gianni Moscon (ITA)                    | Astana Qazaqstan Team                  | + 5h 23' 59"                           |
| 136                                    | Jasper De Buyst (BEL)                  | Lotto–Dstny                            | + 5h 27' 04"                           |
| 137                                    | Dylan Groenewegen (NLD)                | Team Jayco–AlUla                       | + 5h 27' 21"                           |
| 138                                    | Nils Eekhoff (NLD)                     | Team DSM–Firmenich                     | + 5h 33' 18"                           |
| 139                                    | Jordi Meeus (BEL)                      | Bora–Hansgrohe                         | + 5h 33' 51"                           |
| 140                                    | Søren Wærenskjold (NOR)                | Uno-X Pro Cycling Team                 | + 5h 33' 52"                           |
| 141                                    | Elmar Reinders (NLD)                   | Team Jayco–AlUla                       | + 5h 35' 17"                           |
| 142                                    | Axel Zingle (FRA)                      | Cofidis                                | + 5h 39' 23"                           |
| 143                                    | Adrien Petit (FRA)                     | Intermarché–Circus–Wanty               | + 5h 41' 56"                           |
| 144                                    | Sam Welsford (AUS)                     | Team DSM–Firmenich                     | + 5h 42' 20"                           |
| 145                                    | John Degenkolb (GER)                   | Team DSM–Firmenich                     | + 5h 44' 09"                           |
| 146                                    | Alex Edmondson (AUS)                   | Team DSM–Firmenich                     | + 5h 44' 39"                           |
| 147                                    | Frederik Frison (BEL)                  | Lotto–Dstny                            | + 5h 55' 20"                           |
| 148                                    | Jevgenij Fjodorov (KAZ)                | Astana Qazaqstan Team                  | + 5h 56' 37"                           |
| 149                                    | Cees Bol (NLD)                         | Astana Qazaqstan Team                  | + 5h 57' 44"                           |
| 150                                    | Michael Mørkøv (DEN)                   | Soudal–Quick-Step                      | + 6h 07' 11"                           |

### Zelena majica
| Poz. | Kolesar                 | Ekipa                   | Točke |
| ---- | ----------------------- | ----------------------- | ----- |
| 1    | Jasper Philipsen (BEL)  | Alpecin–Deceuninck      | 377   |
| 2    | Mads Pedersen (DEN)     | Trek–Segafredo          | 258   |
| 3    | Bryan Coquard (FRA)     | Cofidis                 | 203   |
| 4    | Tadej Pogačar (SLO)     | UAE Team Emirates       | 186   |
| 5    | Jonas Vingegaard (DEN)  | Team Jumbo–Visma        | 128   |
| 6    | Kasper Asgreen (DEN)    | Soudal–Quick-Step       | 125   |
| 7    | Jordi Meeus (BEL)       | Bora–Hansgrohe          | 123   |
| 8    | Matej Mohorič (SLO)     | Team Bahrain Victorious | 106   |
| 9    | Pello Bilbao (ESP)      | Team Bahrain Victorious | 103   |
| 10   | Dylan Groenewegen (NED) | Team Jayco–AlUla        | 95    |

### Pikčasta majica
| Poz. | Kolesar                          | Ekipa                  | Točke |
| ---- | -------------------------------- | ---------------------- | ----- |
| 1    | Giulio Ciccone (ITA)             | Lidl–Trek              | 106   |
| 2    | Felix Gall (AUT)                 | AG2R Citroën Team      | 92    |
| 3    | Jonas Vingegaard (DEN)           | Team Jumbo–Visma       | 89    |
| 4    | Neilson Powless (USA)            | EF Education–EasyPost  | 58    |
| 5    | Tadej Pogačar (SLO)              | UAE Team Emirates      | 55    |
| 6    | Simon Yates (GBR)                | Team Jayco–AlUla       | 44    |
| 7    | Tobias Halland Johannessen (NOR) | Uno-X Pro Cycling Team | 38    |
| 8    | Jai Hindley (AUS)                | Bora–Hansgrohe         | 31    |
| 9    | Michał Kwiatkowski (POL)         | Ineos Grenadiers       | 30    |
| 10   | Mattias Skjelmose (DEN)          | Lidl–Trek              | 29    |

### Bela majica
| Poz. | Kolesar                          | Ekipa                  | Čas          |
| ---- | -------------------------------- | ---------------------- | ------------ |
| 1    | Tadej Pogačar (SLO)              | UAE Team Emirates      | 82h 13' 11"  |
| 2    | Carlos Rodríguez (ESP)           | Ineos Grenadiers       | + 5' 48"     |
| 3    | Felix Gall (AUT)                 | AG2R Citroën Team      | + 8' 40"     |
| 4    | Tom Pidcock (GBR)                | Ineos Grenadiers       | + 40' 23"    |
| 5    | Mattias Skjelmose (DEN)          | Lidl–Trek              | + 2h 07' 58" |
| 6    | Tobias Halland Johannessen (NOR) | Uno-X Pro Cycling Team | + 2h 08' 04" |
| 7    | Mathieu Burgaudeau (FRA)         | Team TotalEnergies     | + 2h 13' 44" |
| 8    | Clément Champoussin (FRA)        | Arkéa–Samsic           | + 2h 50' 38" |
| 9    | Matthew Dinham (AUS)             | Team DSM–Firmenich     | + 3h 06' 03" |
| 10   | Maxim Van Gils (BEL)             | Lotto–Dstny            | + 3h 10' 20" |

### Ekipna razvrstitev
| Poz. | Ekipa                   | Čas          |
| ---- | ----------------------- | ------------ |
| 1    | Team Jumbo–Visma        | 247h 26' 17" |
| 2    | UAE Team Emirates       | + 7' 13"     |
| 3    | Team Bahrain Victorious | + 22' 01"    |
| 4    | Ineos Grenadiers        | + 26' 36"    |
| 5    | Groupama–FDJ            | + 50' 44"    |
| 6    | AG2R Citroën Team       | + 1h 44' 24" |
| 7    | Bora–Hansgrohe          | + 1h 58' 32" |
| 8    | Team Jayco–AlUla        | + 3h 14' 57" |
| 9    | Israel–Premier Tech     | + 4h 27' 13" |
| 10   | Movistar Team           | + 4h 31' 50" |